# Постійні представники Великої Британії при Організації Об'єднаних Націй
Постійний представник Великої Британії при ООН — офіційна посадова особа, яка представляє Велику Британію у всіх органах Організації Об'єднаних Націй. Посада еквівалентна рангу посла.

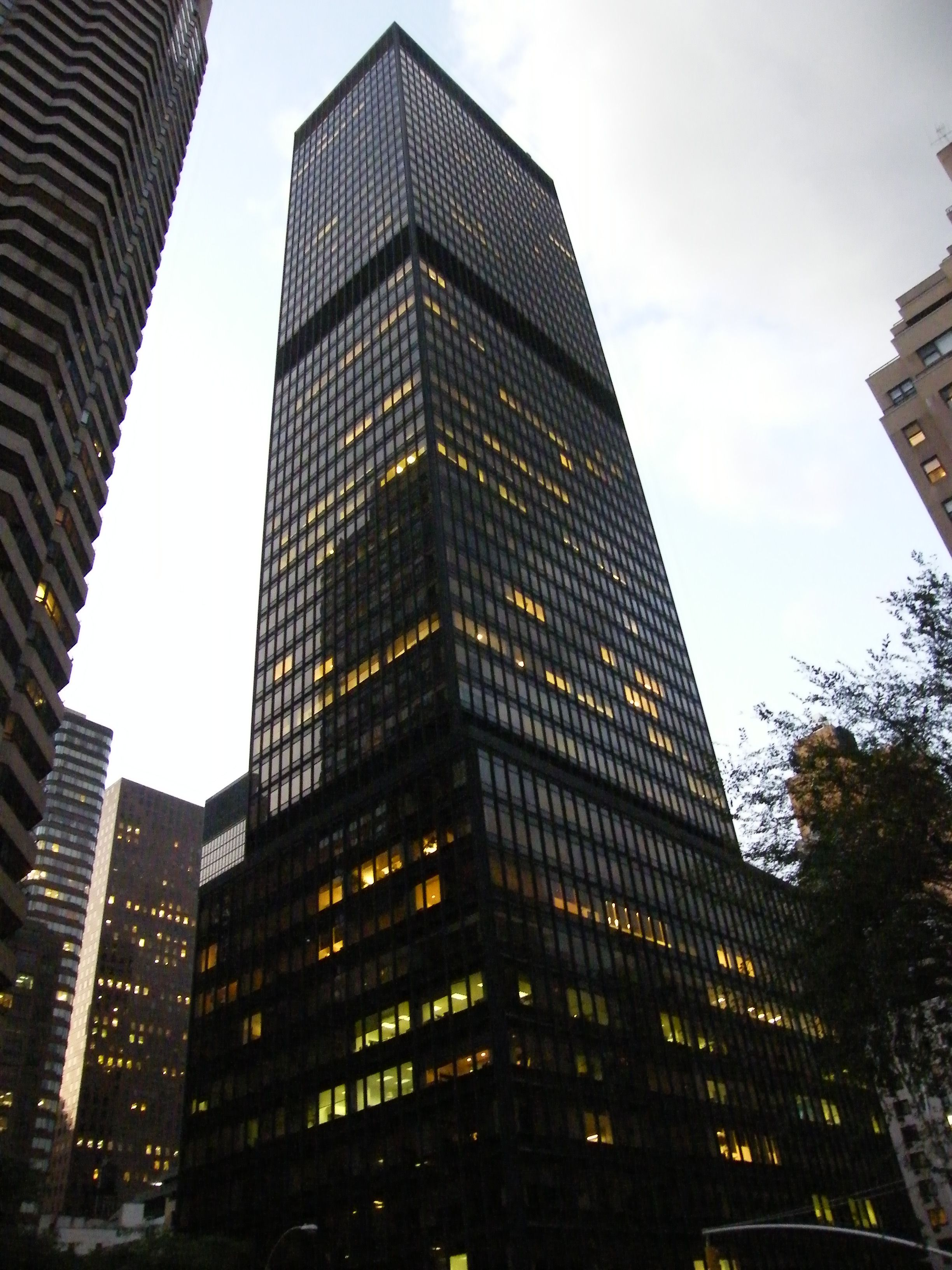
Постійне представництво Сполученого Королівства при Організації Об'єднаних Націй, Нью-Йорк

З 6 серпня 2020 року посаду постійного представника Великої Британії в ООН обіймає Барбара Вудворд.

## Постійні представники Великої Британії при ООН
1. Александр Кадоган (1946—1950);
2. Гледвин Джебб (1950—1954);
3. Пірсон Діксон (1954—1960);
4. Патрік Дін (1960—1964);
5. Хью Фут (1964—1970);
6. Колін Кроу (1970—1973);
7. Дональд Мейтленд (1973—1974);
8. Айвор Річард (1974—1979);
9. Ентоні Парсонс (1979—1982);
10. Джон Томсон (1982-1987);
11. Crispin Tickell (1987-1990);
12. Девід Хенні (1990—1995);
13. Джон Вестон (1995—1998);
14. Jeremy Greenstock (1998-2003)
15. Емір Джонс Перрі (2003—2007);
16. Джон Соерс (2007—2009);
17. Марк Лайл Ґрант (2009—2015);
18. Метью Рікрофт (2015—2018);
19. Карен Пірс (2018-2020);
20. Барбара Вудворд (з 2020).